# 卡夫雷罗斯德尔蒙特
卡夫雷罗斯德尔蒙特，是西班牙卡斯蒂利亚-莱昂巴利亚多利德省的一个市镇。总面积28平方公里，总人口91人（2001年），人口密度3人/平方公里。